# Chloroclystis fumipalpata
Chloroclystis fumipalpata là một loài bướm đêm trong họ Geometridae.